# Rich Kids on LSD
Rich Kids on LSD, a veces abreviado como RKL, fue una banda de hardcore punk de California, Estados Unidos.

## Historia
En los años ochenta era un grupo de amigos adolescentes de Santa Bárbara, California, aficionados a la música punk y al skate. Emigraron a San Francisco, también en California, buscando una escena musical punk más amplia. Allí okuparon un sitio donde vivir y ensayar, allí formaron Rich Kids on LSD. El nombre de ésta se lo dio despectivamente alguien que les vio tocar y dijo: Estos niños nunca llegarán a nada. No son más que unos niños ricos que han tomado LSD. La banda adoptó ese "niños ricos en LSD" como nombre oficial.

## Miembros
- Jason Sears — voz (1982-1989, 1993-1996, 2002-2006) (fallecido 2006)
- Richard "Bomer" Manzullo – batería (1982-1989), bajo (1986-1987, 2002), voz (1992-1993) (fallecido 2005)
- Chris Rest – guitarra (1982-1989, 1992-1996, 2002-2006)
- Vince Peppars – bajo (1982-1985)
- Alan Duncan — guitarra (1982-1983)
- Barry Ward – guitarra (1986-1989, 1992-1996)
- Joe Raposo – bajo (1987-1989, 1992-1996, 2003-2006)
- Dave Raun – batería (1992-1996)
- Chris Flippin – guitarra (2002-2006)
- Derrick Plourde – batería (2002) (fallecido 2005)
- Boz Rivera – batería (2003-2006)

Cronología

## Discografía
- Nardcore, LP recopilatorio (1984)
- It's a Beautiful Feeling, EP 7(1984)
- Covers, Compilation LP (1984)
- Mystic Super Seven Sampler #1, LP recopilatorio (1984)
- Keep Laughing LP (1985)
- Revenge is a Beautiful Feeling, CD (1986)
- RocK 'n Roll Nightmare LP (1987)
- Double Live in Berlin LP (1988)
- Reactivate LP (1993)
- Riches to Rags LP (1994)
- Keep Laughing (incluyendo It's a Beautiful Feeling), reedición de Mystic, CD (2002)

- Datos: Q742700